# Zemljovid svijeta
Zemljovid svijeta je zemljovid koji prikazuje površinu Zemlje na ravnoj plohi uporabom jedne od brojnih kartografskih projekcija.
Karte svijeta su često 'političke' ili 'fizičke'. Najvažnija svrha političke karte je prikaz teritorijalnih granica, dok su kod fizičke karte to geografska obilježja poput planina, vrste tla ili uporabe zemljišta. Geološke karte ne prikazuju samo fizičku površinu, već i karakteristike podložnih stijena, rasjednih linija i struktura ispod površine.

## Projekcije
Karte koje prikazuju Zemljinu površinu koriste projekciju, tj. način prenošenja (translacije) trodimenzionalne realne površine geoida na dvodimenzionalnu plohu. Vjerojatno najpoznatija kartografska projekcija u izradi karte svijeta je Mercatorova projekcija izvorno dizajnirana kao oblik nautičke karte.
Piloti u zrakoplovima koriste aeronautičke karte zasnovane na Lambertovoj konformnoj konusnoj projekciji koja se dobiva tako da se konus ili stožac postavi na odsječak Zemlje koji se želi mapirati. Stožac presijeca sferu (Zemlju) na jednoj ili dvije paralele koje se odabiru kao standardne linije. To omogućuje pilotima planiranje aproksimativne velikokružne (najkraće) rute na ravnoj dvodimenzionalnoj plohi papira.

## Galerija
- Cahillova leptirasta karta, 1909, iz pamfleta iz 1919.
- Elevacijska karta
- Topografska karta svijeta
- Invertirana karta osporava tradiciju postavljanja sjevera "gore"
- Slijepa politička karta svijeta
- Posidonijeva karta svijeta (150. - 130. pr. n. e.)
- Tabula Rogeriana, al-Idrisijeva karta svijeta iz 1154. godine
- Karta svijeta izrađena u Amsterdamu 1689. godine
- Jednostavna politička karta svijeta
- Suvremena altimetrijska i batimetrijska karta Zemlje (Mollweideova projekcija)
- Standardna slijepa karta
- Vulkanska karta

## Više informacija
- Slijepe karte svijeta za povijesnu uporabu
- Svijet/karta svijeta na koju se može kliknuti
- Europski digitalni arhiv za pedološke karte svijeta
- OneGeology
- Antičke karte svijeta
- Popis promjena na karti svijeta
- Mappa mundi
- Vremenska zona

### Projekcije
- Albersova projekcija
- Azimutna ekvidistantna projekcija
- Azimutna konformna projekcija: vidi stereografska projekcija
- Behrmannova projekcija
- Bonneova projekcija
- Bottomleyjeva projekcija
- Cahillova oktaedarska leptirasta projekcija: vidi Bernard J.S. Cahill
- Craigova retroazimutna projekcija
- Dimaksionska projekcija
- Ekvirektangularna projekcija
- Gall-Petersova projekcija
- Gnomonska projekcija
- Goodeova homolosinusna projekcija
- Hammerova projekcija
- Hobo-Dyerova projekcija
- Lambertova azimutna ekvivalentna projekcija
- Lambertova cilindrična ekvivalentna projekcija
- Lambertova konformna konusna projekcija
- Littrowova projekcija
- Mercatorova projekcija
- Millerova cilindrična projekcija
- Mollweideova projekcija
- Petersova projekcija
- Polikonusna projekcija
- Poprečna Mercatorova projekcija
- Projekcija plate carrée
- Robinsonova projekcija
- Sinusoidal projekcija
- Stereografska projekcija
- Watermanova "leptirasta" projekcija karte svijeta
- Wernerova projekcija
- Winkelova trostruka projekcija

## Vanjske poveznice
- Karta svijeta na WikiMapiji
- Karte svijeta iz CIA World Factbook  Arhivirana inačica izvorne stranice od 10. veljače 2011. (Wayback Machine)
- Interaktivni JAVA applet za proučavanje deformacija (površina, duljina, kutova) na kartama svijeta  Arhivirana inačica izvorne stranice od 7. ožujka 2015. (Wayback Machine)
- Malena zbirka karata svijeta gledanih iz obrnute perspektive
- Velike karte svijeta
- Ilustrirane karte
- Besplatne PDF skicirane karte  Arhivirana inačica izvorne stranice od 23. veljače 2009. (Wayback Machine)
- Knjižnica karata Ujedinjenih naroda
- Zbirka karata Sveučilišta u Texasu
- Interaktivna karta svijeta s prikazom političkih granica  Arhivirana inačica izvorne stranice od 17. siječnja 2012. (Wayback Machine)
- Karta svijeta u javi koja omogućuje prikaze različitih projekcija i orijentacija. Inačica izvorne stranice arhivirana 30. lipnja 2012. Pristupljeno 23. veljače 2009.
- (European Digital Archive on the Soil Maps of the World - EuDASM)  Arhivirana inačica izvorne stranice od 1. ožujka 2007. (Wayback Machine)
- B.J.S. Cahill's Butterfly Map and Beyond: A Comparative Gallery of Octahedral World Maps
- Očaravajući izbor karata svijeta na ODT Maps  Arhivirana inačica izvorne stranice od 22. veljače 2021. (Wayback Machine)
- Brief History of Maps and Cartography  Arhivirana inačica izvorne stranice od 9. srpnja 2011. (Wayback Machine)